# Mitridat IV. Partski
Mitridat IV. Partski je bio vladarom zapadnog dijela Partskog Carstva. Vladao je od 129. do 140. godine. Sin je Vonona II. Nakon što je Mitridatu umro brat Hozroje I., naslijedio je prijestolje i nastavio se boriti s rivalskim kraljem Vologazom III. koji je imao bazu na istoku Partije.

## Baština
Imao je četvero braće koji su bili na prijestoljima Partije i Armenije: Pakora II., Vologaza I., Hozroja I. i Tiridata I.
Imao je dvoje sinova: Sanatrucija (Sinatrucija, Sanatruka) i Vologaza IV., koji je uspio zauzeti prijestolje Vologaza III.